# 인도네시아어 위키백과
인도네시아어 위키백과는 인도네시아어로 된 위키백과이다. 2003년 5월 30일에 시작해 2013년 1월 26일 기준 문서수가 213,526건 이상이다. 기호는 id이다.

## 역대 문서 수
- 1,000 - 2004년 3월 16일
- 5,000 - 2004년 12월 6일
- 10,000 - 2005년 5월 30일
- 50,000 - 2007년 2월 1일
- 100,000 - 2009년 2월 21일
- 200,000 - 2012년 3월 27일
- 300,000 - 2013년 10월
- 400,000 - 2017년 4월 27일